# نیکادیموس (کانزاس)
نیکادیموس (به انگلیسی: Nicodemus) یک منطقهٔ مسکونی در ایالات متحده آمریکا است که در شهرستان گراهام، کانزاس واقع شده‌است. نیکادیموس ۶۱۶ متر بالاتر از سطح دریا واقع شده‌است.